# Franthea Price
Franthea Price (River Rouge, 28 aprile 1968) è un'ex cestista statunitense, professionista nella WNBA.

## Carriera
Con gli Stati Uniti ha disputato i Campionati americani del 1989.